# 角野友基
角野 友基（かどの ゆうき、1996年5月18日 - ）は、日本のプロスノーボーダー。STANCER所属（かつては「アルツキララクラブ」「日産自動車X－TRAIL」に所属）。岡本圭司率いるプロスノーボード集団「HYWOD」のメンバーである。2014年 ソチ五輪 日本代表。

## 来歴

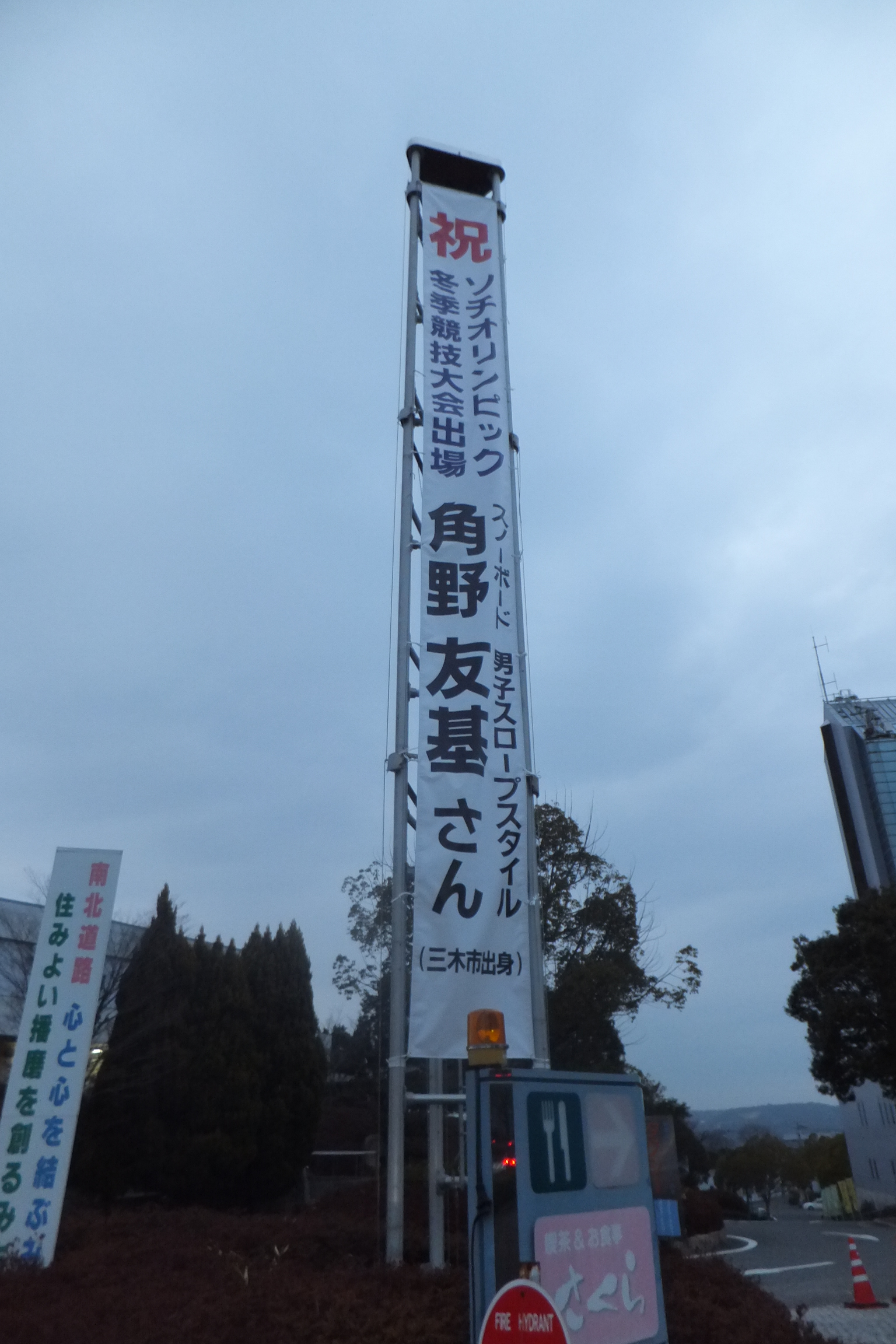
角野選手の地元では「祝ソチオリンピック冬季競技大会出場」とソチオリンピック出場記念の懸垂幕が掲げられている。
（2014年1月25日、三木市役所玄関前にて）

兵庫県川西市で生まれ、三木市大村出身(幼稚園途中より)。三木市立平田小学校在学中の8歳の時に父親の影響で六甲山人工スキー場でスノボードを始め、11歳の時にプロに認定される。三木市立三木中学校卒業後は日出高等学校通信制課程に進学、2014年同高校卒業。学生時代は週末はスキー場でトレーニングを積み平日は地元のインドア施設のスノーヴァ神戸やジャンプ練習場の神戸KINGSでトレーニングを積んだ。
2011年12月、史上最年少でAir & Style北京大会に招待される。
2012年12月、北京で開催されたAir & Style北京大会でアジアの選手として初の優勝を達成。2013年3月26日、スペインのシエラネバダで開催されたスノーボード・ワールドカップスロープスタイルで初優勝し、2012-13シーズン計3戦の総合成績で種目別優勝を達成した。2012-2013年シーズンオフの春からケビン山崎が主宰するトレーニングジム「トータル・ワークアウト」で肉体改造を始める。
2013年12月11日に所属をアルツキララクラブから日産自動車X－TRAILに変更した。
2014年、X Gamesで初出場ながらビッグエアで2位となる。直後のソチオリンピックに新種目であるスノーボード男子スロープスタイルに出場し8位入賞。
2015年、X Gamesでスロープスタイルでは12位に終わったが、ビッグエアでは予選をトップ通過、決勝では手をついてしまったものの3位入賞。
Air ＋ Styleロサンゼルス大会では2月7日にスノーボード映像撮影中の事故で脊椎損傷等の重傷を負った岡本圭司の名を自身のスノーボード板のノーズ部分に刻み参加。
順調に決勝に進み、決勝では1本目にバックサイドトリプルコーク1620、2本目にバックサイド1260、最後の3本目はスイッチバックサイドトリプルコーク1620をクリーンメイクし、95.26点を獲得し優勝。Air ＋Styleツアー総合2位となった。
3月の全米オープンではスロープスタイル部門で出場。予選で8位となり決勝進出。決勝では1本目でバックサイドトリプルコーク1440等を決め79.4点を残し暫定1位となった。
しかし、その後3連覇を狙うマーク・マクモリスが1本目で86.6点、2本目で87.8点を獲得し首位に躍り出る。逆転を狙った角野は3本目でバックサイドトリプルコーク1620からスイッチバックサイドトリプルコーク1620という大技を連続で成功させ、90.0点を獲得し逆転優勝を果たした。日本人の全米オープン優勝は國母和宏以来二人目、スロープスタイルでは日本人初。
2015-2016年シーズン開幕戦のワールドカップスロープスタイルニュージーランドカードローナ「WINTER GAMES NZ」大会で予選1位で通過したが決勝では2本目までで6位と不調で3本目で2位につけた。12月から所属をSTANCERに変更。
2016年、アメリカのスノーボード専門メディア・SNOWBOARDERが選ぶ「メンズ・ルーキー・オブ・ザ・イヤー」（最優秀新人賞）を受賞。2016年1月30日、X Games ASPENでビッグエアで1本目でバックサイドトリプルコーク1620をメイクし上位になるが、2本目の着地で転倒しボードが壊れるアクシデントが起こり戦線離脱、復帰も転倒が続き、最後のランでフロントサイドトリプルコーク1440を成功させ3位となる。2月、Air ＋ Styleロサンゼルス大会で優勝し2連覇。その直後のX Gamesオスロ大会では予選を5位で通過し決勝では1本目から高得点を出し同大会を初優勝。3月、4年に1度に世界スノーボード連盟とTTRワールドスノーボードツアーの主催の世界選手権（中国ヤブリ）のビッグエアとスロープスタイルに出場、ビッグエアでは予選免除招待選手として準決勝から出場も準決勝で敗退、スロープスタイルでは予選から出場で決勝まで進出したが、決勝では7位に終わった。

## 主な競技結果
SS=スロープスタイル BA=ビッグエア
- 2012-2013シーズン FISスノーボード・ワールドカップ SS種目別総合優勝
- 2014-2015シーズン Air + Styleツアー BA総合2位

- 2011年 Air & Style Beijing BA 18位
- 2012年 Air & Style Beijing BA 1位
- 2013年 Air & Style Innsbruck BA 6位
- 2014年 Air + Style Beijing BA 8位
- 2015年 Air + Style Innsbruck BA 3位
- 2015年 Air + Style Los Angeles BA 1位
- 2015年 Air + Style Beijing BA 4位 ベストトリック賞受賞
- 2016年 Air + Style Innsbruck BA ラウンド1 23位
- 2016年 Air + Style Los Angeles BA 1位

- 2014年 Winter X Games BA 2位
- 2015年 Winter X Games SS 12位
- 2015年 Winter X Games BA 3位
- 2016年 Winter X Games BA 3位
- 2016年 Winter X Games SS 12位
- 2016年 X Games OSLO BA 1位

- 2013年 Burton US Open SS 6位
- 2014年 Burton US Open SS 16位
- 2015年 Burton US Open SS 1位
- 2016年 Burton US Open SS 8位

- 2013年 Burton High Fives! SS 3位
- 2014年 Burton High Fives! SS 3位

- 2016年 LAAX OPEN SS 11位

- 2015年 Burton Rail Days 予選敗退

- 2013年 TOYOTA BIG AIR BA 5位
- 2014年 TOYOTA BIG AIR BA 6位

- 2014年 Winter Dew Tour SS 12位
- 2015年 Winter Dew Tour SS 10位

- 2011年 The Slope SS 1位
- 2012年 The Slope SS 1位

- 2015年 COW DAY 2015 スタイルジャンプ部門 1位
- 2015年 COW DAY 2015 ディフィカルティ部門 2位
- 2015年 COW DAY 2015 ジブ部門 1位
- 2015年 COW DAY 2015 トータル 1位
- 2016年 COW DAY 2016 ジャンプ部門 1位
- 2016年 COW DAY 2016 ジブ部門 1位

- 2010年 雪番長Slopestyle SS 1位
- 2011年 雪番長Slopestyke SS 1位

- 2013年 FIS World Cup(SPA) SS 1位
- 2015年 FIS World Cup(NZ) Winter Games NZ SS 2位

- 2011年 Ride Shakedown SS 2位
- 2011年 Billabong Ante Up BA 5位
- 2012年 Billabong Bro Down SS 2位
- 2014年 ソチ五輪 SS 8位
- 2014年 FIS Race SS 1位
- 2014年 全日本スキー選手権大会スノーボード競技 SS 1位
- 2015年 全日本スキー選手権大会スノーボード競技 SS 1位
- 2013年 U.S. Snowboard Grand Prix SS 10位
- 2015年 U.S. Snowboard Grand Prix SS 2位
- 2015年 AIR MIX 2015 1位
- 2012年 2012 Protest World Rookie Finals in ISCHGL SS 2位
- 2014年 FIS尾瀬戸倉カップ 第1戦 SS 1位
- 2014年 FIS尾瀬戸倉カップ 第2戦 SS 1位
- 2015年 adidas eyewear presents COLLC SUPER FINAL JAM 2015 SS 1位
- 2012年 World Snowboarding Championships SS 49位
- 2016年 World Championships of Snowboarding BA 20位 SS 7位
- 2012年 O´Neill Evolution SS 19位
- 2015年 Winter Games NZ BA 2位

## 受賞
- SNOWBOARDER メンズ・ルーキー・オブ・ザ・イヤー
- JAPAN ACTION SPORTS AWARDS 2016

## 人物
- 小学校時代は週末ごとにスキーの練習をしにスキー場に行っていた。[5]
- 中学校時代にすでにプロスノーボーダーになっていたので、遠征などで休んだ時に他の部員に迷惑が掛からないように帰宅部であった。[6]また、平日もプロ活動に専念する為に学校を休みがちになり、いじめに遭っていた。[5]
- 得意科目は社会科・国語であり、好きな科目は体育である。[6]
- スノーボード男子スロープスタイルで唯一の強化指定選手である。[1]
- ゴールデンボンバーのファンで、ソチオリンピックの準決勝・決勝では「金爆」と刺繍されたネックウォーマーを身に着けていた。またももいろクローバーZのファンでもあり[20]、オリンピック中にも両グループの楽曲をよく聴いていたという。
- 2015年2月、ロサンゼルスで開催されたAir + Styleでは直前に撮影中の怪我で入院療養中の岡本圭司にメッセージを込めて「Ride for Keiji 圭司」と書きこまれたボードで挑み大会に優勝している[21][22]。

## メディア出演
- アスリートの輝石 - 2013年2月17日 BS日テレ
- ちちんぷいぷい - 2014年7月28日 毎日放送
- NEWS ZERO - 2015年2月27日 日本テレビ
- Going!Sports&News（2015年9月、日本テレビ）